# Cornelisz van Outhoorn
Cornelis Cornelisz. van Outhoorn (auch Cornelis, Cornelius) (* in den Molukken; † 1708 in Batavia (heute Jakarta)) war Kaufmann der Niederländischen Ostindien-Kompanie (VOC) und dreimaliger Leiter der Niederlassung Dejima in Nagasaki (Japan).

## Leben
Cornelis van Outhoorns Vater, Cornelis Willemsz van Outhoorn (1609–1653), war im Dienste der Niederländischen Ostindien-Kompanie über eine Reihe von Stationen in Südostasien bis zum Gouverneur der Banda-Inseln aufgestiegen. Sein älterer Bruder Willem (1635–1720) hatte im September 1691 das höchste Amt in Ostasien übernommen und bestimmte als Generalgouverneur die Geschicke der Kompanie bis August 1704.

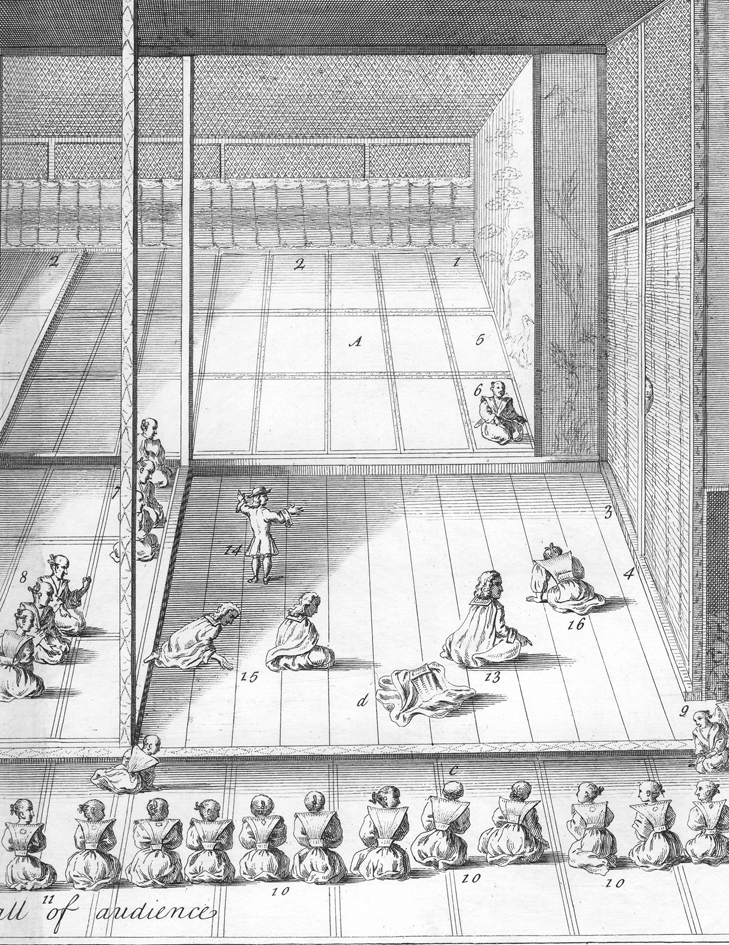
Audienz von Outhoorns (13) bei dem hinter einer Jalousie verborgenen Shogun Tokugawa Tsunayoshi im Schloss zu Edo (aus: Engelbert Kaempfer, History of Japan, 1727)

Es ist nicht deutlich, in welcher Funktion Cornelis seine Laufbahn begann. Der ältere Bruder war zeitweilig in die Niederlande zurückgekehrt, um dort zu studieren. Wahrscheinlich folgte Cornelis diesem Vorbild. Auf jeden Fall hatte er als Kaufmann und zweiter Mann der Niederlassung im persischen Gamron gedient, bevor er 1684 „Cassier“, also Leiter der Kasse, in der Festung (Casteel) von Batavia wurde. In einem Brief von 1683 wird er als „Rat von Indien“ bezeichnet. Im selben Jahr heiratete er Susanna Muller, Tochter des in Hirado (Japan) geborenen Nicolaas Muller. Später leitete er dreimal im Range eines Oberkaufmanns die Faktorei Dejima in Nagasaki (13. Oktober 1688–1. November 1689; 9. November 1691–29. Oktober 1692, 27. Oktober 1695–15. Oktober 1696). Danach fungierte er als „baljuw“, eine Art Amtmann, von Batavia, wo er 1708 verstarb. Seine Frau und die drei Kinder Cornelis Willem, Nicolaas und Maria zogen hierauf nach Utrecht.
Der Lemgoer Arzt und Forschungsreisende Engelbert Kaempfer erlebte ihn als Vorgesetzten in seinem zweiten Jahr auf Dejima. Mit Vergnügen blickt er auf die Hofreise mit Outhorn im Frühjahr 1692 zurück:

„mit Herrn Cornelius Outhorn, dem Bruder des itzigen Herrn General Gouverneurs, einem sprachkundigen, belesenen und erfahrenen Manne, der durch seine angebohrne Leutseeligkeit diesem unbilligen Volke sehr wohl zu belieben wusste und hierdurch den Sachen seiner Herrn Principalen zu dero großen nutzen vorstunde.“

Kaempfers Zeichnung des „Audienzsaals“ im Schloss zu Edo stellt die Begegnung mit dem Shogun Tokugawa Tsunayoshi dar, der nach der offiziellen Reverenzerweisung Outhoorns die Europäer mit allerlei Fragen und Bitten traktierte.
Wie manch anderer Leiter der Faktorei Dejima fand Outhoorn Gefallen an Japan und brachte allerlei Objekte nach Batavia. Im Garten seines Hauses in Batavia stand sogar ein japanischer Kampferbaum.

## Weiterführende Literatur
- Engelbert Kaempfer: Werke. Herausgegeben von Detlef Haberland, Wolfgang Michel, Elisabeth Gössmann. Kritische Ausgabe in Einzelbänden. Band 1, Teil 1–2: Wolfgang Michel, Barend J. Terwiel (Hrsg.): Heutiges Japan. Iudicium, München 2001, ISBN 3-89129-931-1.
- Willem Wijnaendts van Resandt: De Gezaghebbers der Oost-Indische Compagnie op hare Buiten-Comptoiren in Azië. Uitgevereij Liebaert, Amsterdam 1944 (Genealogische Bibliotheek 2).
- Michael Bernhard Valentini: Ost-Indianische Send-Schreiben, Von allerhand raren Gewächsen, Bäumen, Jubelen, Auch andern Zu der Natur-Kündigung und Artzney-Kunst gehörigen Raritäten. 2. Ausgabe. Zunners Erben u. a., Frankfurt am Main 1714, online.